# Баринов, Алексей Дмитриевич
Алексе́й Дми́триевич Ба́ринов (21 февраля 1905, Петербург — 31 августа 1959, Ленинград) — военно-морской деятель, участник Великой Отечественной войны, контр-адмирал.

## Биография

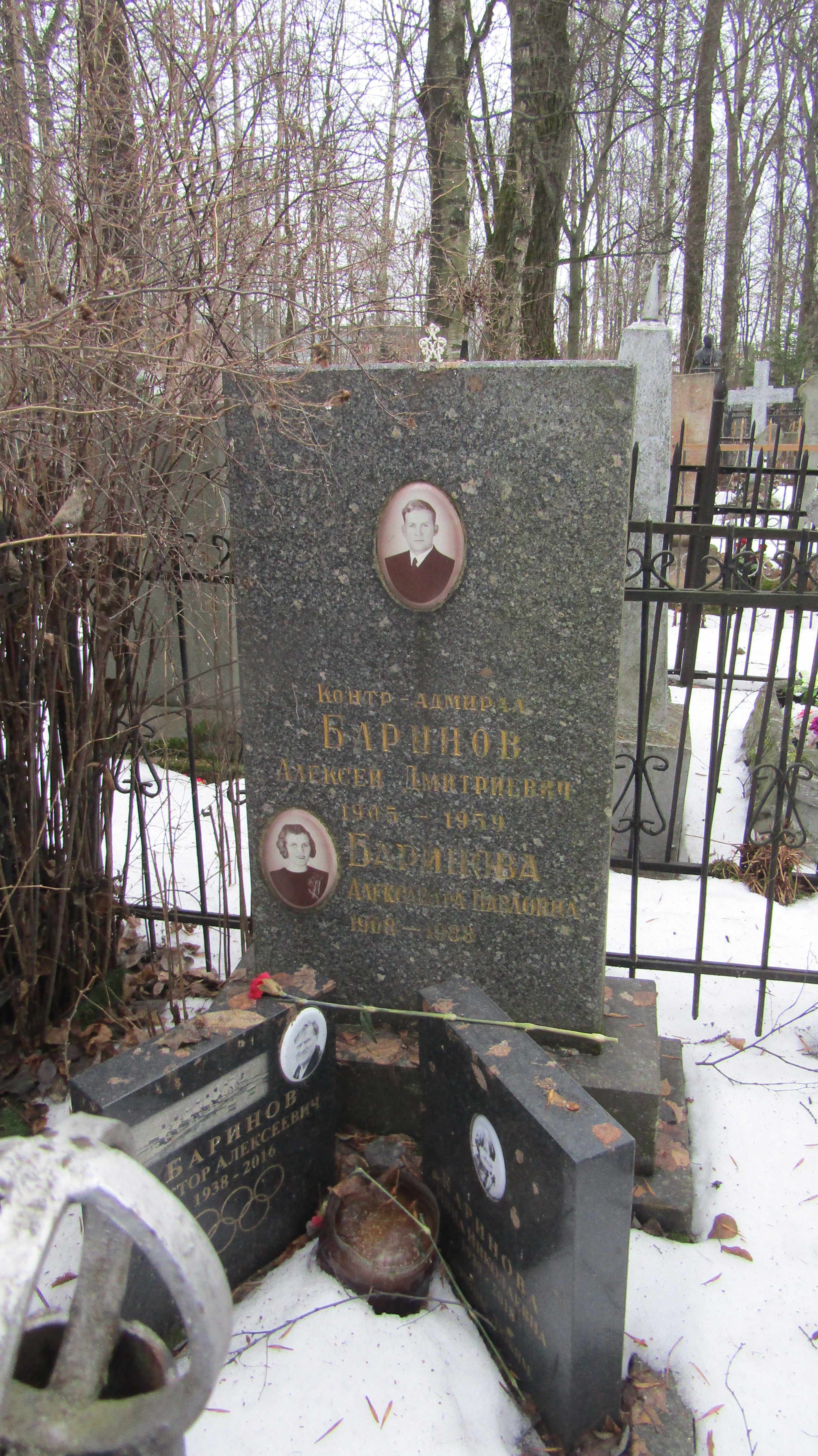
Могила Баринова А.Д. Серафимовское кладбище, Санкт-Петербург.

После окончания ремесленного училища работал на заводах; в 1922 г. по комсомольскому призыву был направлен в Военно-морское подготовительное  училище. В 1928 году окончил Военно-морское училище имени М. В. Фрунзе (вместе с будущими адмиралами А.Г. Головко, Ф.В. Зозулей, В.И. Платоновым). Служил на Балтийском флоте на эсминце, младшим артиллеристом на линкоре «Марат». До войны занимал должность помощника флагманского артиллериста Балтийского флота.
В 1937 г. жёны офицеров Балтийского флота приняли участие на в.м. шлюпке-шестерке в переходе Кронштадт-Севастополь, среди них была его жена — А. П. Баринова; при переходе Азовского моря в качестве штурмана участвовал А. Д. Баринов.
В 1940 г. назначен флагманским артиллеристом Северного флота, где прослужил до 1947 г. в звании капитана 1 ранга. Выполнял задачи по поддержке артиллерийским огнём кораблей флота 14-й армии Карельского фронта в Мотовском заливе. В 1942 г. участвовал в десантной Пикшуевской операции. Готовил артиллерию кораблей и береговой обороны к защите подступов к Кольскому заливу, в горле Белого моря. Принял непосредственное участие в освобождении Печенги и разгроме вражеских батарей в районе фронта в качестве флагарта отряда поддержки. На Северном флоте был первым награждён орденом Красного Знамени; также награждён орденом Ленина, орденом Отечественной войны I степени, тремя орденами Красного Знамени, медалями «За оборону Советского Заполярья» и «За победу над Германией в Великой Отечественной войне 1941—1945 годов».
После 1948 г. служил заместителем начальника ВВМУ имени М. В. Фрунзе по учебной части. В 1949 г. окончил АКОС при ВМА имени К. Е. Ворошилова. В 1951—1954 годах — начальник ТОВВМУ (Владивосток) в звании контр-адмирала.
С 1954 года — начальник кафедры артиллерии ВОЛСОК ВМФ.
В 1955 году по болезни уволен в отставку.
Похоронен в Ленинграде на Серафимовском кладбище.

### Семья
Жена — Александра Павловна Баринова (1908—1988).
Дети — Галина Алексеевна Баринова, Виктор Алексеевич Баринов (1938—2016).